# Koto Besar (plaats)
Koto Besar is een bestuurslaag in het regentschap Dharmasraya van de provincie West-Sumatra, Indonesië. Koto Besar telt 1473 inwoners (volkstelling 2010).